# تروجان مریخ

گروه تروجان ال-۵ مریخ (با رنگ سبز) و گروه ال۴ (آبی‌روشن) - تروجان‌های مشتری و مریخ به همراه مدار این دو سیاره. مریخ با رنگ قرمز و مدار بیرونی نیز، مشتری است

تروجان مریخ (انگلیسی: Mars trojan) گروهی از اجسام تروجان هستند که در مداری مشترک به اتفاق مریخ به دور خورشید می‌چرخند. این تروجان‌ها در دو نقطه لاگرانژی ۶۰ درجه‌ای جلو و پشت مریخ یافت می‌شوند. خاستگاه و منشأ تروجان‌های مریخ به خوبی درک نشده‌است. یک تئوری بیان می‌دارد که آنها اجسام اولیه‌ای بوده‌اند که از شکل‌گیری مریخ به جا مانده و در هنگام شکل‌گیری منظومه شمسی در نقاط لاگرانژی مریخ گرفتار شدند. هر چند، مطالعات طیف‌سنجی تروجان‌های این سیاره نشان می‌دهد که این فرضیه می‌تواند اساساً اشتباه باشد.
مریخ مجموعاً دارای ۴ تروجان است که عبارت هستند از «اوریکا ۵۲۶۱»، «(۱۲۱۵۱۴) ۱۹۹۹ یوجی۷» «(۱۰۱۴۲۹) ۱۹۹۸ وی‌اف۳۱» و «(۳۱۱۹۹۹) ۲۰۰۷ ان‌اس۲»

## نگارخانه